# Comté de Quay
Pour les articles homonymes, voir Quay.
Le comté de Quay est l’un des 33 comtés de l’État du Nouveau-Mexique, aux États-Unis. Il est situé dans l’est de l’État, à la frontière avec le Texas. Il a été nommé en hommage à Matthew Quay, un sénateur de Pennsylvanie qui a soutenu les efforts du Nouveau-Mexique en devenant un État. Son siège est Tucumcari. Selon le recensement de 2020, sa population est de 8 746 habitants.

## Comtés adjacents
- Comté de Union (nord)
- Comté de Harding (nord-est)
- Comté de San Miguel (ouest)
- Comté de Guadalupe (ouest)
- Comté de De Baca (sud-ouest)
- Comté de Roosevelt (sud)
- Comté de Curry (sud)
- Comté de Deaf Smith (Texas) (sud-est)
- Comté d'Oldham (Texas) (est)
- Comté de Hartley (Texas) (nord-est)